# Luffa operculata

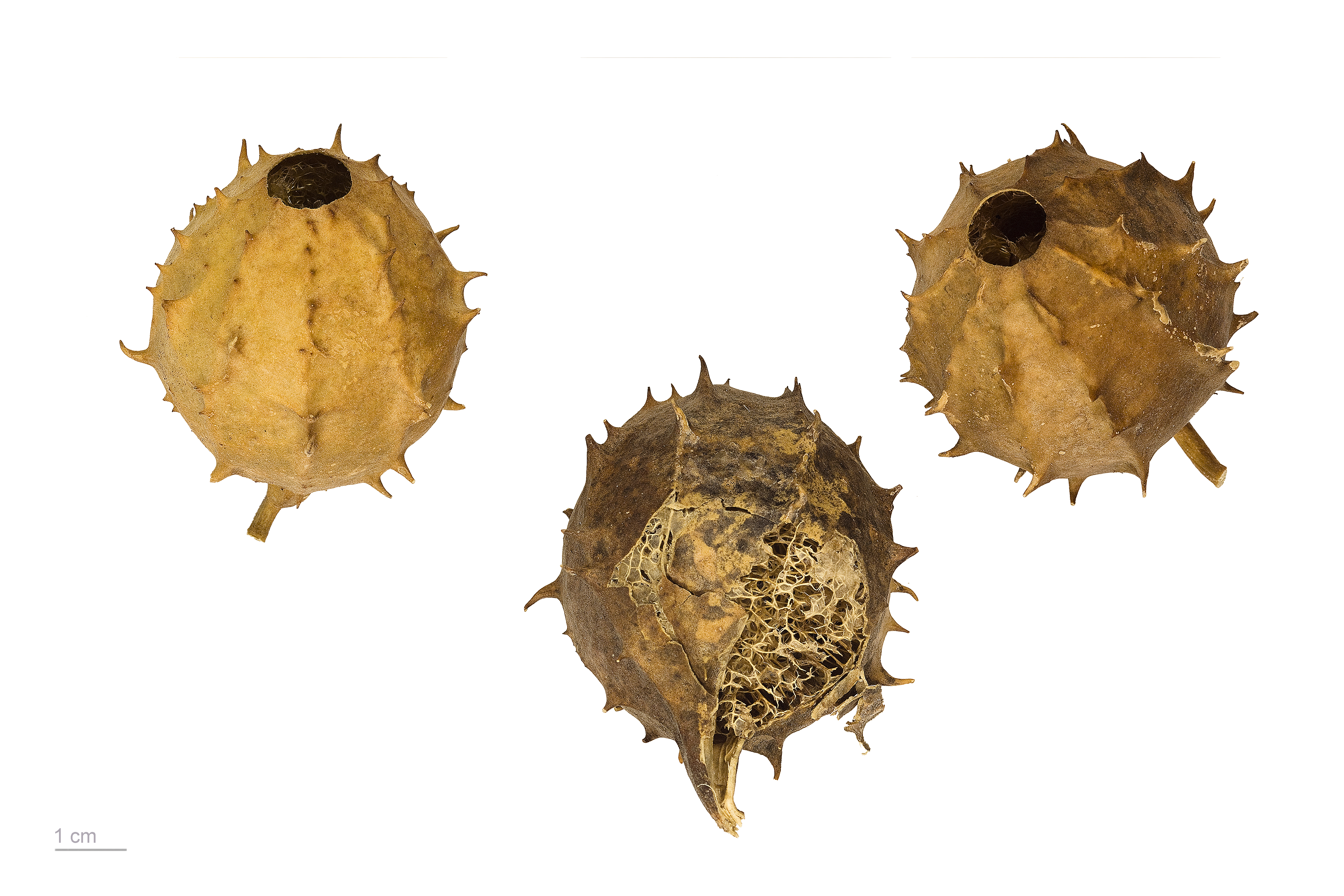
Luffa operculata

Luffa operculata ist eine Pflanzenart aus der Gattung Luffa in der Familie der Kürbisgewächse (Cucurbitaceae). Sie ist in der Neotropis weit verbreitet.

## Beschreibung

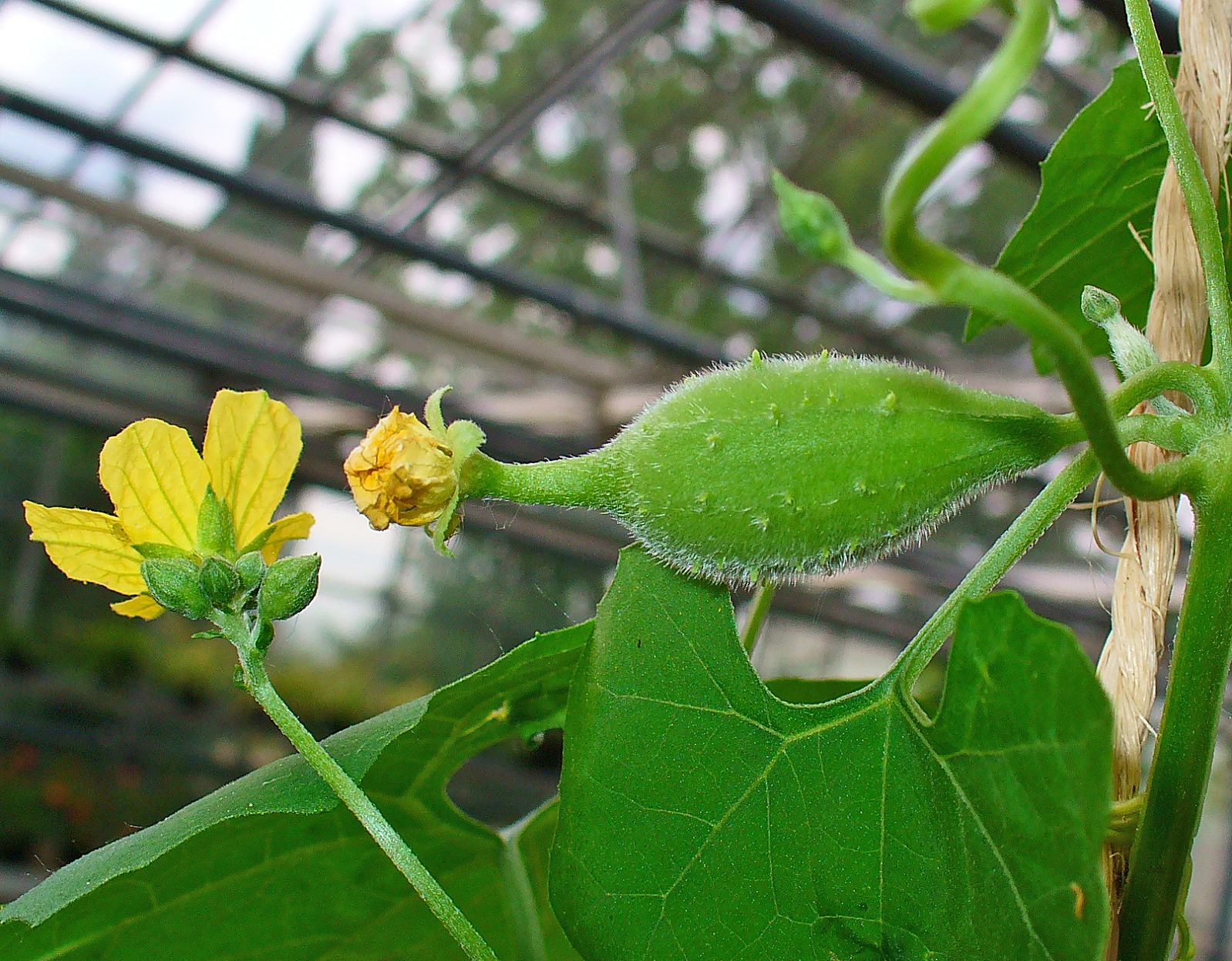
Männlicher Blütenstand und junge Frucht.

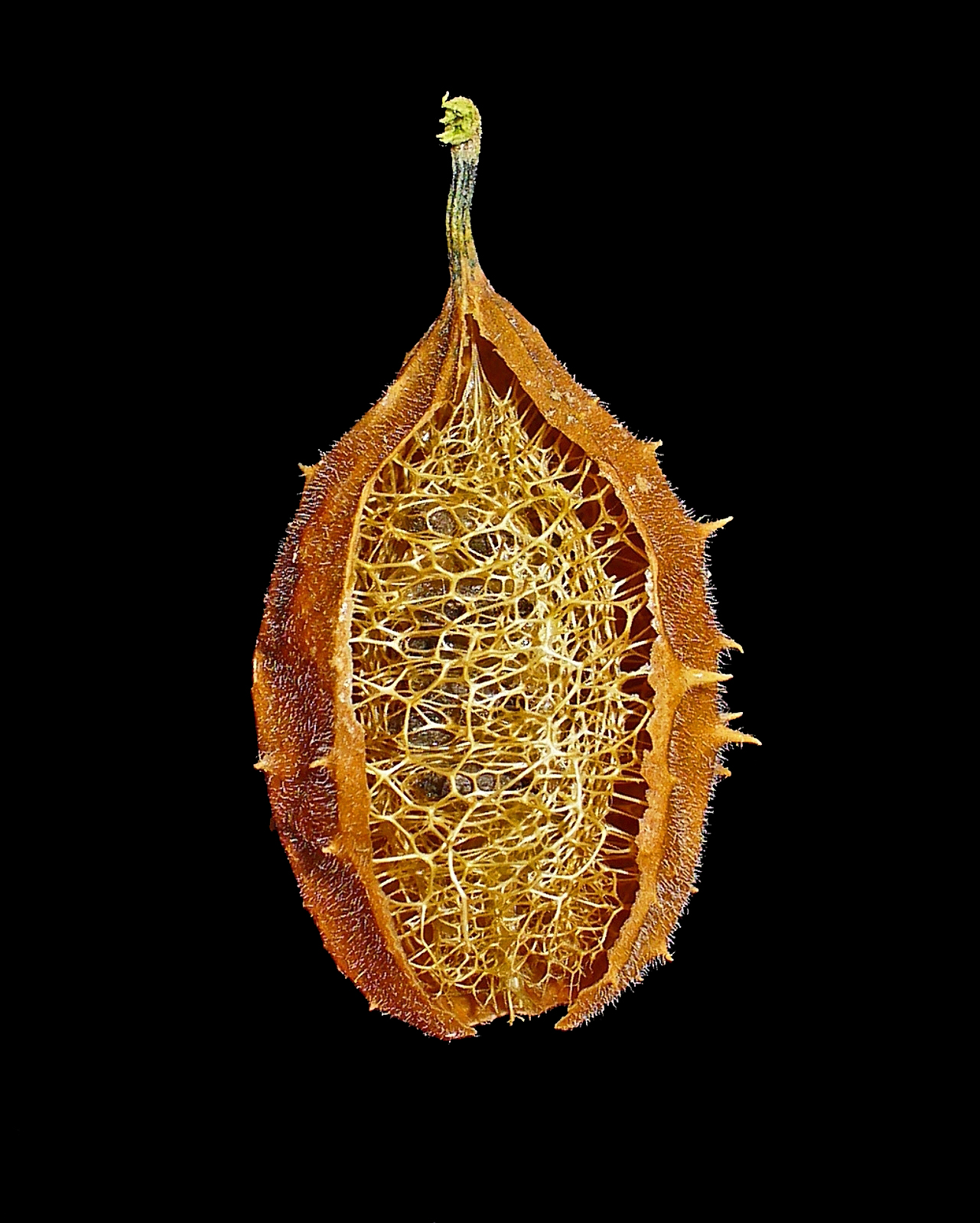
Reife, trockene, braune Frucht mit dem Fasergeflecht im Inneren.

Luffa operculata wächst als kletternde krautige Pflanze. Die mehrere Meter langen Stängel sind kantig. Es sind Ranken vorhanden. Die wechselständig angeordneten Laubblätter sind lang gestielt. Die Blattspreite ist im Umriss herzförmig bis nierenförmig und leicht drei- oder fünflappig bis glattrandig.
L. operculata ist einhäusig getrenntgeschlechtig (monözisch). Die eingeschlechtigen Blüten sind radiärsymmetrisch und fünfzählig mit doppelter Blütenhülle. Die fünf gelben, freien Kronblätter bilden eine glockenförmige Krone. Die männliche Blüten stehen in achselständigen, traubigen Blütenständen über einem langen Blütenstandsschaft. Die weiblichen Blüten und damit auch die Früchte stehen einzeln in den Blattachseln. Die männlichen Blüten enthalten fünf freie Staubblätter. Die weiblichen Blüten enthalten neben dem Stempel auch fünf Staminodien.
Die Fruchtstiele sind 7 bis 20 mm lang. Die bei einer Länge von 6 bis 10 cm sowie einem Durchmesser von 3 bis 5 cm eiförmige Frucht ist im Vergleich zu anderen Luffa-Arten relativ klein. Die Früchte sind außen bestachelt, besitzen innen ein markiges Gewebe und ein feines Fasergeflecht. Die fast schwarzen, glatten Samen sind abgeflacht und 7,5 bis 10 mm lang.
Die Chromosomengrundzahl beträgt x = 13.

## Nutzung
Von den Ureinwohnern Kolumbiens wurde L. operculata zur Auslösung eines künstlichen intensiven Schnupfens verwendet.
In Form homöopathischer Präparate (Nasentropfen) findet es bei Erkrankungen der Nase bzw. der Nasennebenhöhlen sowie bei Allergien wie Heuschnupfen Verwendung. Die in der Homöopathie üblichen, äußerst stark verdünnten Arzneimittel lösen jedoch nicht den von den Indios gepflegten "Heilschnupfen" aus.
Eine andere Form der Anwendung kommt der ursprünglichen deutlich näher: Pflanzenteile werden gekocht und der hochkonzentrierte Sud wird in die Nase geträufelt. Dies löst üblicherweise einen sehr intensiven Schnupfen aus, welcher die Nasennebenhöhlen reinigen soll. 
Belege für die Wirksamkeit und Verträglichkeit dieser und anderen Behandlungsmethoden existieren nicht.

## Verbreitung
Diese neotropische Art kommt von Panama über Kolumbien, Guyana, Surinam, Venezuela, Brasilien und Ecuador bis Peru vor.

## Taxonomie
Diese Art wurde 1759 unter dem Namen (Basionym) Momordica operculata durch Carl von Linné in Systema Naturae, Editio Decima, 2, S. 1278 erstveröffentlicht. Sie wurde 1878 unter dem Namen Luffa operculata durch Célestin Alfred Cogniaux in Flora Brasiliensis, 6 (4), S. 12–13, Tafel 1 in die Gattung Luffa gestellt. Synonyme für Luffa operculata (L.) Cogn. sind: Cucumis sepium G.Mey., Elaterium quinquefidum Hook. & Arn., Luffa astorii Svenson, Luffa operculata var. intermedia Cogn., Luffa operculata var. lobata Cogn., Luffa purgans (Mart.) Mart., Luffa quinquefida (Hook. & Arn.) Seem., Momordica operculata L., Momordica purgans Mart., Momordica quinquefida (Hook. & Arn.) Hook. & Arn., Poppya operculata (L.) M. Roem.